# تلم شمي
تلم شمي (بالإنجليزية: Olfactory sulcus)‏ التلم الشمي يعرض التلفيف المداري الجيري ويلاحظ جيداً عند التلم الخلفي على السطح السفلي لفص الجبهي، موازٍ للحد السفلي الإنسي، حيث يقع الفص الشمي والجهاز الشمي.

## معرض صور

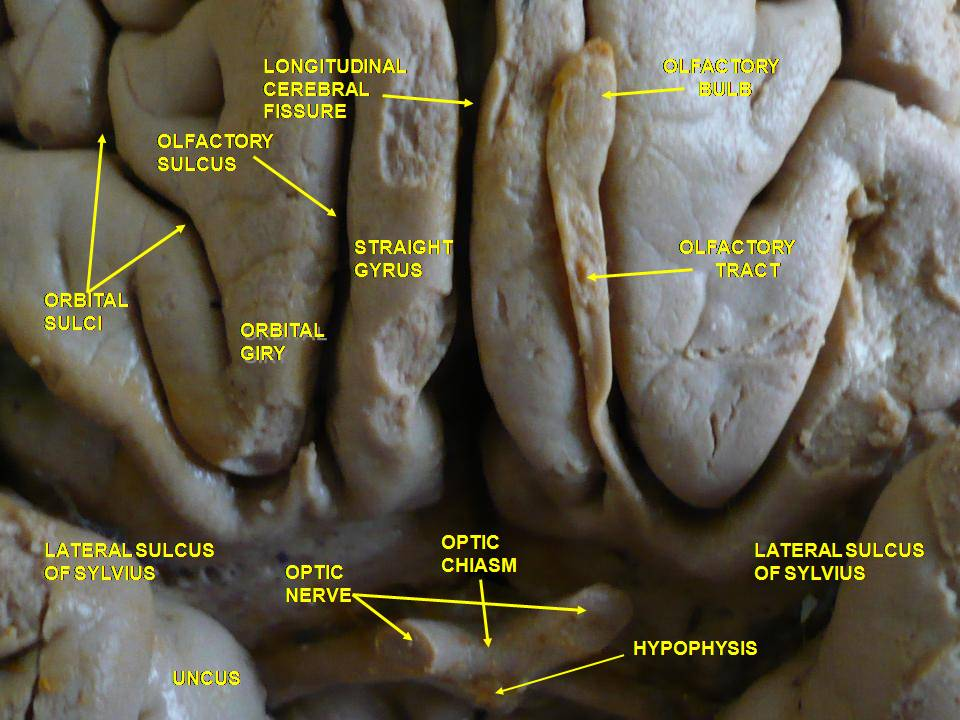
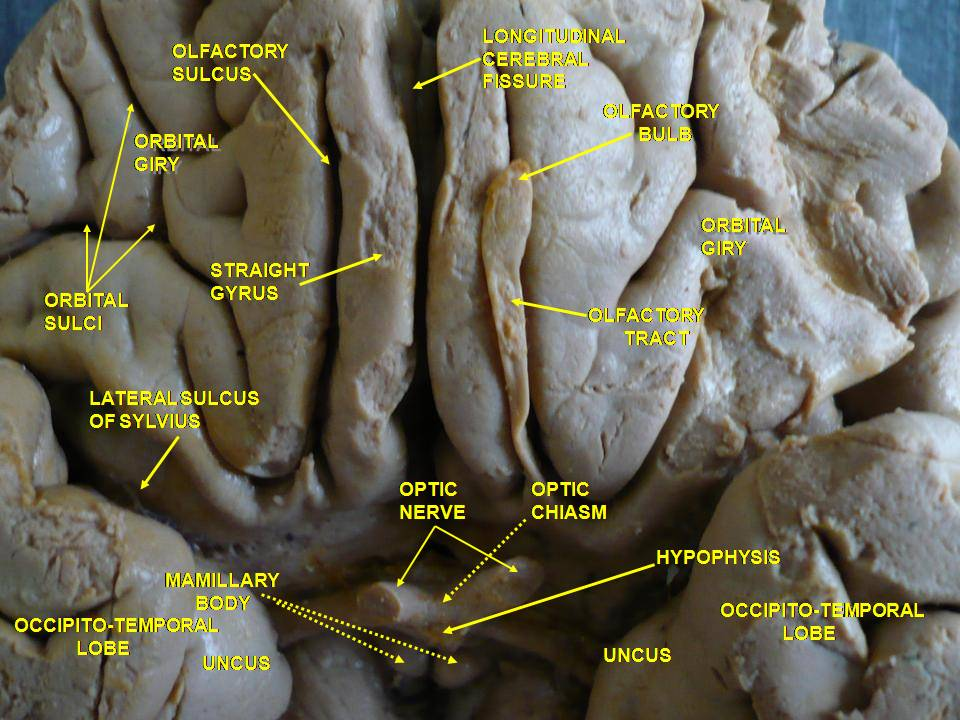
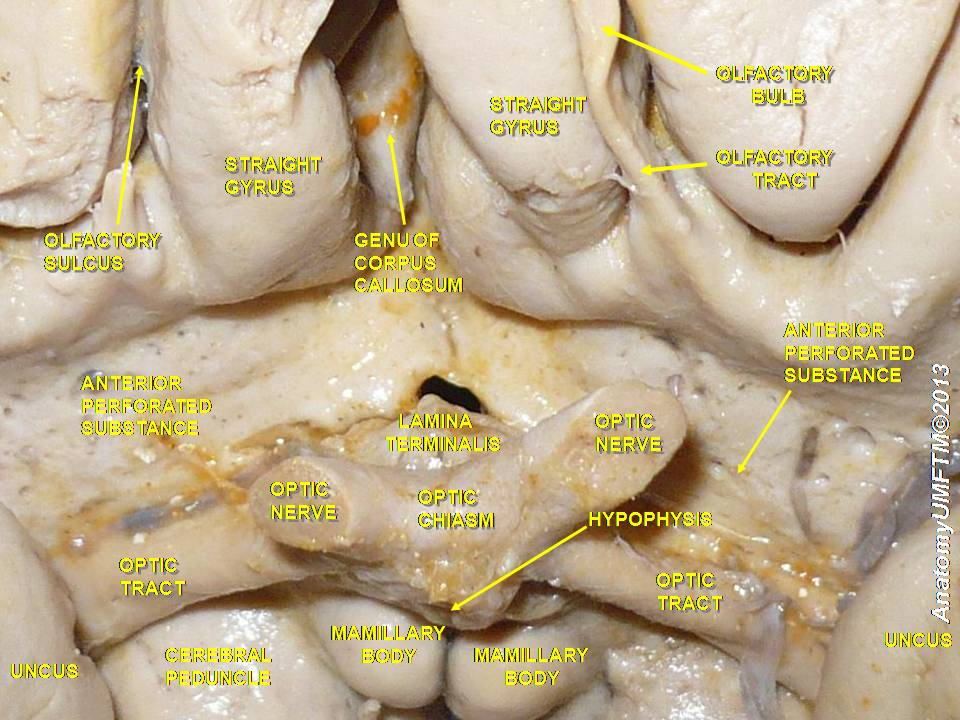
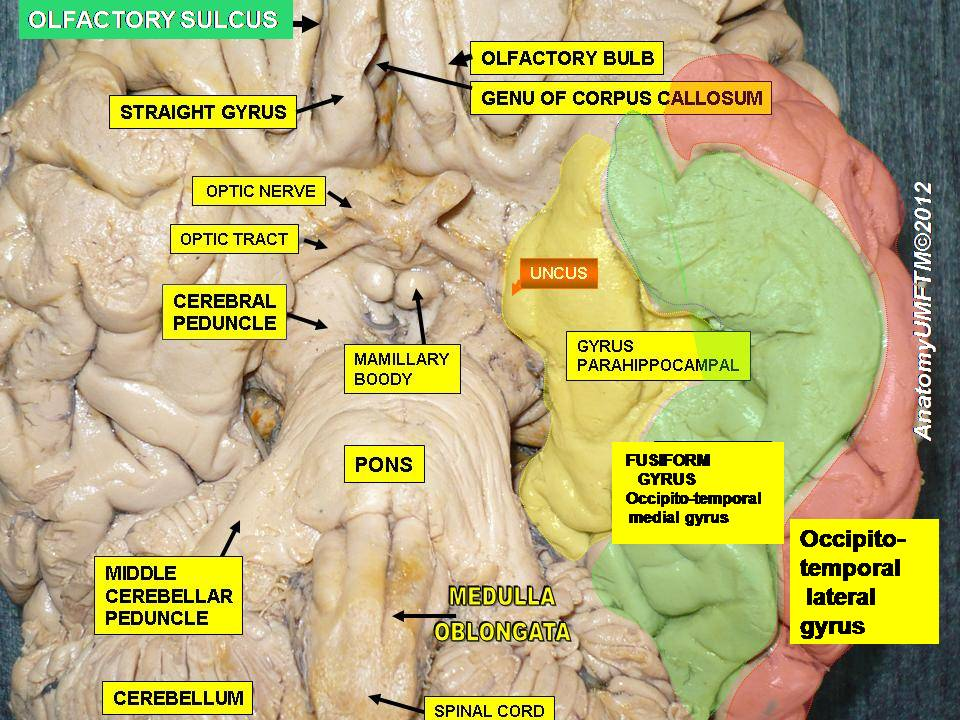

## وصلات إضافية
- جامعة واشنطن